# 广西壮族自治区图书馆
广西壮族自治区图书馆，简称广西图书馆、区图，是中华人民共和国广西壮族自治区的公共图书馆，位于南宁市青秀区民族大道61号。它是广西最大的综合性省级公共图书馆。

## 历史
广西图书馆的前身是1924年建立的宣化图书馆，1931年更名为广西省第二图书馆，1958年更名为广西壮族自治区第二图书馆，1980年改为现名。

## 知名藏品
1987年，在广西图书馆发现了白崇禧在1930年代在广西期间的演讲集，以及他与同事和朋友的通信，以及1949年前的大陆报纸和期刊。